# Abstraktion
Abstraktion innebär att skapa en förenklad modell ur konkreta detaljer. Det är att tänka bort vissa egenskaper hos ett föremål eller en företeelse och därigenom lyfta fram andra. Hur man väljer beror på vilket syfte man har med abstraktionen.

## Begreppsbildning genom abstraktion
Människan bildar allmängiltiga begrepp genom abstraktion för att erfarenheter av ett föremål eller en företeelse ska kunna återanvändas vid kontakt med andra liknande föremål eller företeelser. Ordet "bil" är exempel på ett abstrakt begrepp. Man kan träffa på ett föremål som man aldrig sett förut och ändå känna igen det som en bil med alla egenskaper som brukar förknippas med bilar i allmänhet. Lagar som skrevs för 40 år sedan kan tillämpas på bilar som designas och tillverkas idag, därför att lagarna uttrycktes med abstrakta begrepp som kan fånga in även okända och framtida företeelser.
Begreppen utgör grunden för hela vår verklighetsuppfattning, och de ger oss också möjlighet att utveckla egna tankar om verkligheten. Ibland kallas begreppen i sig för abstraktioner eftersom de är resultat av en abstraktionsprocess.
Om flera människor delar samma begrepp, och dessutom använder samma termer för dem, kan de utbyta erfarenheter genom samtal, planera arbete tillsammans eller berätta historier för varandra.
Att lära sig något genom exempel eller liknelser kräver att man kan bortse från oväsentligheterna, att man på egen hand kan skapa en användbar abstraktion, och sedan känna igen andra situationer där den kan användas.
Det har tidigare ansetts (Platonism, Logisk positivism) att abstraktioner är inneboende hos tingen i sig, men idag anser de flesta att de bara existerar som begrepp i hjärnan hos intelligenta betraktare såsom människor och djur[källa behövs]. Människor kan visserligen skapa abstraktioner genom medvetet tankearbete, men det är troligt att abstraktion i allmänhet sker i omedvetna tankeprocesser.

## Abstraktion inom verksamhetsanalys
Vid verksamhetsanalys eller verksamhetsutveckling, är det alltsomoftast processer som vi tänker på. Det som förädlas i ett flöde, med hjälp av processer, är dock instanser av begrepp!
Det är ofta mycket relevant vid verksamhetsanalys, att inventera och definiera verksamhetens centrala begrepp. Begreppen ordnas i en begreppsmodell, där begreppen definieras utifrån sin relation till andra begrepp.
Det är vid denna begreppsanalys som en verksamhets logik och verksamhetens regler kan skördas. Begreppen är troligen det mest stabila som kan modelleras och beskrivas utifrån en verksamhet, och som sedan kan tillämpas i många olika verksamhetsperspektiv, i många olika processer, och kanske under olika namn (termer).
Den tillämpade abstraktionen vid begreppsanalys, säkrar de logiska sambanden, och är en förutsättning för att skapa en realiserbar informationsmodell.

## Abstraktion inom datavetenskap
Inom objektorienterad systemutveckling byggs hela systemet kring en informationsmodell. Modellen består av klasser och relationer som utgör abstraktioner av föremål och företeelser i den verksamhet som systemet ska stödja.
Inom datavetenskap innebär abstraktion att man döljer de tekniska detaljerna bakom ett lager av kod som erbjuder ett enklare gränssnitt mot omvärlden. Det finns ofta många olika sådana lager i ett fungerade datorsystem. Det lägsta lagret är booleska operationer mellan ettor och nollor i datorns CPU. Efter många lager av abstrahering ovanpå det har vi exempelvis en webbläsare som erbjuder en extremt abstraherad version av webben.

## Generalisering och abstraktion
Ordet generalisering används ibland som synonym till abstraktion, men det är också vanligt att generalisering betyder att man mer eller mindre grundlöst förutsätter att något som gäller i ett specialfall också gäller mera generellt.